# 여자 100m 달리기 세계 기록 추이
여자 100m 달리기 첫 세계 기록은 국제 여자 육상 연맹(FSFI)이 1922년에 공인한 것이다. FSFI는 1936년 국제 육상 경기 연맹(IAAF)에 통합되었다. 현 세계 기록은 1988년 플로렌스 그리피스 조이너가 세운 10초 49이다.
2009년 6월 21일까지 IAAF는 여자 100m 달리기 종목에서 총 43개의 세계기록을 비준하고 있다.

## 1922~1976년 기록
| 공인   |
| 비공인 |

| # | 기록                 | 바람  | 차이    | 선수                      | 나라           | 날짜         | 대회명                             | 장소                      | 주석 및 기타 | 동영상 |
|   | 13초 6               |       |         | 신원 불명                 | 체코슬로바키아 | 1922. 8. 5   |                                    | 체코슬로바키아 프라하     | [ 1 ]        |        |
|   | 12초 8               |       |         | 메리 라인스               | 영국           | 1922. 8. 20  |                                    | 프랑스 파리               | [ 1 ]        |        |
|   | 12초 7 (110y)        |       |         | 에미 혹스                 | 독일           | 1923. 5. 21  |                                    | 독일 프랑크푸르트         |              |        |
|   | 12초 8               |       |         | 마리 메이츨리코바         | 체코슬로바키아 | 1923. 5. 13  |                                    | 체코슬로바키아 프라하     |              |        |
|   | 12초 4               |       |         | 레니 슈미트               | 독일           | 1925. 8. 30  |                                    | 독일 라이프치히           |              |        |
|   | 12.2 (110y)          |       |         | 레니 융커                 | 독일           | 1925. 9. 13  |                                    | 독일 비스바덴             |              |        |
|   | 12초 4               |       |         | 군델 비트만               | 독일           | 1926. 8. 22  |                                    | 독일 브라운슈바이크       | [ 1 ]        |        |
|   | 12초 2               |       |         | 레니 융커                 | 독일           | 1926. 8. 29  |                                    | [[\|]] 하노버             |              |        |
|   | 12초 1 (110y)        |       |         | 게르트루트 글라디치       | 독일           | 1927. 7. 3   |                                    | 독일 슈투트가르트         |              |        |
|   | 12초 2               |       |         | 히토미 기누에             | 일본           | 1928. 5. 20  |                                    | 일본 오사카               | [ 1 ]        |        |
|   | 12초 0               |       |         | 베티 로빈슨               | 미국           | 1928. 6. 2   |                                    | 미국 시카고               |              |        |
|   | 12초 0               |       |         | 머틀 쿡                   | 캐나다         | 1928. 7. 2   |                                    | 캐나다 핼리팩스           | [ 1 ]        |        |
|   | 12초 0               |       |         | 레니 융커                 | 독일           | 1931. 8. 1   |                                    | 독일 마그데부르크         |              |        |
|   | 12초0                |       |         | 톨린 스휘르만             | 네덜란드       | 1930. 8. 31  |                                    | 네덜란드 암스테르담       | [ 1 ]        |        |
|   | 11초 9               |       |         | 톨린 스휘르만             | 네덜란드       | 1932. 06. 05 |                                    | 네덜란드 하를럼           | [ 1 ]        |        |
|   | 11초 9               |       |         | 스타니스와바 발라시에비치 | 폴란드         | 1932. 08. 01 |                                    | 미국 로스앤젤레스         | [ 1 ]        |        |
|   | 11초 9               |       |         | 힐다 스트라이크           | 캐나다         | 1932. 08. 02 |                                    | 미국 로스앤젤레스         |              |        |
|   | 11초 8               |       |         | 스타니스와바 발라시에비치 | 폴란드         | 1933. 9. 17  |                                    | 폴란드 포즈난             | [ 1 ] [ 2 ]  |        |
|   | 11초 9               |       |         | 케테 크라우스             | 독일           | 1934. 8.11   |                                    | 영국 런던                 |              |        |
|   | 11초 7               |       |         | 스타니스와바 발라시에비치 | 폴란드         | 1934. 08. 26 |                                    | 폴란드 바르샤바           | [ 1 ]        |        |
|   | 11초 9               |       |         | 헬렌 스티븐스             | 미국           | 1935. 4. 10  |                                    | 미국 풀턴                 |              |        |
|   | 11초 8               |       |         | 헬렌 스티븐스             | 미국           | 1935. 06. 01 |                                    | 미국 세인트루이스         |              |        |
|   | 11초 6               |       |         | 헬렌 스티븐스             | 미국           | 1935. 06. 08 |                                    | 미국 캔자스시티           | [ 1 ]        |        |
|   | 11초 5               |       |         | 헬렌 스티븐스             | 미국           | 1936. 08. 10 |                                    | 독일 드레스덴             |              |        |
|   | 11초 6               |       |         | 스타니스와바 발라시에비치 | 폴란드         | 1937. 08. 01 | ISTAF 육상 대회                    | 독일 베를린               | [ 1 ]        |        |
|   | 11초 5               |       |         | 룰루 메이 하임스          | 미국           | 1939. 5. 6   |                                    | 미국 터스키기             |              |        |
|   | 11초 5               |       |         | 로위나 해리슨             | 미국           | 1939. 5. 6   |                                    | 터스키기                  |              |        |
|   | 11초 5               |       |         | 파니 블랑커르스쿤         | 네덜란드       | 1943. 9. 5   |                                    | 네덜란드 암스테르담       |              |        |
|   | 11초 5               |       |         | 파니 블랑커르스쿤         | 네덜란드       | 1948. 6. 13  |                                    | 네덜란드 암스테르담       | [ 1 ]        |        |
|   | 11초 5 (11.65)       | 1.7   |         | 마저리 잭슨               | 오스트레일리아 | 1952. 07. 22 | 제15회 하계 올림픽                 | 핀란드 헬싱키             |              |        |
|   | 11초 4               | 1.7   |         | 마저리 잭슨               | 오스트레일리아 | 1952. 10. 04 |                                    | 일본 기후시               | [ 1 ]        |        |
|   | 11초3                | 1.4   |         | 셜리 스트리클런드         | 오스트레일리아 | 1955. 08. 04 |                                    | 폴란드 바르샤바           |              |        |
|   | 11초 3               | 1.4   |         | 베라 크렙키나             | 소련           | 1958. 9. 13  |                                    | 소련 키예프               | [ 1 ]        |        |
|   | 11초 3 ((11.41)      | 0.8   |         | 윌마 루돌프               | 미국           | 1960. 9. 2   |                                    | 이탈리아 로마             | [ 1 ]        |        |
|   | 11초 2               |       |         | 윌마 루돌프               | 미국           | 1961. 07. 19 |                                    | 서독 슈투트가르트         | [ 1 ]        |        |
|   | 11초 2 (11.23)       | 0.2   |         | 와이오미아 타이어스       | 미국           | 1964. 10. 15 |                                    | 일본 도쿄                 | [ 1 ]        |        |
|   | 11초 1               | 2.0   |         | 이레나 키르셴스테인       | 폴란드         | 1965. 7. 9   |                                    | 체코슬로바키아 프라하     | [ 1 ]        |        |
|   | 11초 1               |       |         | 와이오미아 타이어스       | 미국           | 1965. 07. 31 |                                    | 소련 키예프               | [ 1 ]        |        |
|   | 11초 1               | 0.3   |         | 바버라 페럴               | 미국           | 1967. 7. 2   |                                    | 미국 샌타바버라           | [ 1 ]        |        |
|   | 11초 1               |       |         | 와이오미아 타이어스       | 미국           | 1968. 4. 21  |                                    | 멕시코 멕시코시티         |              |        |
|   | 11초 1               | 0.0   |         | 류드밀라 사모툐소바       | 소련           | 1968. 8. 15  |                                    | 소련 레니나칸             | [ 1 ]        |        |
|   | 11초 1               |       |         | 마거릿 베일스             | 미국           | 1968. 8. 18  |                                    | 필리핀 아우로라           |              |        |
|   | 11초 1               |       |         | 바버라 페럴               | 미국           | 1968. 10. 14 |                                    | 멕시코 멕시코 시          |              |        |
|   | 11초 1 (11.20)       | 1.8   |         | 이레나 셰빈스카           | 폴란드         | 1968. 10. 14 |                                    | 멕시코 멕시코시티         | [ 1 ]        |        |
|   | 11초 0 (11.08) (adj) | 1.2   |         | 와이오미아 타이어스       | 미국           | 1968. 10. 15 | 제19회 하계 올림픽                 | 멕시코 멕시코시티         | [ 1 ]        |        |
|   | 11초 0 (11.22)       | 1.9   |         | 지정                      | 중화 타이베이  | 1970. 07. 18 |                                    | 오스트리아 빈             | [ 1 ]        |        |
|   | 11초 0               | 1.9   |         | 레나테 마이스너           | 동독           | 1970. 08. 02 |                                    | 동독 동베를린             | [ 1 ]        |        |
|   | 11초 0               | 1.7   |         | 레나테 마이스너           | 동독           | 1971. 7. 31  |                                    | 동독 동베를린             | [ 1 ]        |        |
|   | 11초 0               | -1.5  |         | 레나테 마이스너           | 동독           | 1972. 6. 3   |                                    | 동독 포츠담               | [ 1 ]        |        |
|   | 11초 0               | 1.9   |         | 엘렌 슈트로팔             | 동독           | 1972. 06. 15 |                                    | 동독 포츠담               | [ 1 ]        |        |
|   | 11초 0               | + 1.4 |         | 에바 글레스코바           | 체코슬로바키아 | 1972. 7.1    |                                    | 헝가리 부다페스트         | [ 1 ]        |        |
|   | 10.9                 | + 1.9 | - 0.1초 | 레나테 마이스너           | 동독           | 1973. 06. 07 | 오스트라바 황금 스파이크 육상 대회 | 체코슬로바키아 오스트라바 | [ 1 ]        |        |
|   | 10초 9               |       |         | 레나테 슈테허             | 동독           | 1973. 06. 30 |                                    | 동독 라이프치히           |              |        |
|   | 10초 9 (11.07)       | 1.8   |         | 레나테 마이스너           | 동독           | 1973. 07. 20 |                                    | 동독 드레스덴             | [ 1 ]        |        |

## 전자 계시 (1977년 이후)
국제 육상 경기 연맹은 1975년부터 달리기 종목 중 400m까지 전자 계시 기록을 별도로 인정했다. 그리고 1977년 1월 1일부터는 이들 종목의 기록으로 1/100초까지의 전자 계시만을 받아들였다.
와이오미아 타이어스의 1968년 하계 올림픽 금메달 기록과 레나테 슈테허의 1972년 하계 올림픽 기록은 모두 11.07초로, 기준 본격화 이전에 기록된 전자계시 세계신기록이어서 인정됐다. 다만 타이어스의 기록은 재검 결과 11.08로 정정되기도 했다
| # | 기록    | 바람   | 차이     | 선수                     | 나라 | 날짜         | 대회명                              | 장소                               | 주석 및 기타 | 동영상 |
| 1 | 11초 07 | 1.2    |          | 와이오미아 타이어스      | 미국 | 1968. 10. 15 |                                     | 멕시코 멕시코 시                   | [ 1 ]        |        |
|   | 11초 07 | 0.2    |          | 레나테 슈테허            | 동독 | 1972. 09. 02 |                                     | 서독 뮌헨                          | [ 1 ]        |        |
|   | 11초 04 | 0.6    |          | 잉게 헬텐                | 서독 | 1976. 06. 13 |                                     | 서독 퓌르트                        | [ 1 ]        |        |
|   | 11초 01 | 0.6    | - 0.03초 | 안네그레트 리히터        | 서독 | 1976. 07. 25 | 제21회 하계 올림픽                  | 캐나다 몬트리올                    | 준결선       |        |
|   | 10초 88 | + 2.0  | - 0.13초 | 마를리스 욀스너          | 동독 | 1977. 07. 01 | 동독 육상 선수권 대회               | 동독 드레스덴                      | [ 1 ]        |        |
|   | 10초 88 | + 1.9  |          | 마를리스 괴어            | 동독 | 1982. 07. 09 |                                     | 동독 칼마르크스슈타트              | [ 1 ]        |        |
|   | 10초 81 | 1.7    |          | 마를리스 괴어            | 동독 | 1983. 06. 08 |                                     | 동독 동베를린                      | [ 1 ]        |        |
|   | 10초 79 | + 0.6  | - 0.02초 | 이블린 애시포드          | 미국 | 1983. 07. 03 | 전미 체전(National Sports Festival) | 미국 콜로라도스프링스 공군사관학교 | [ 1 ]        |        |
|   | 10초 76 | + 1.7  | - 0.03초 | 이블린 애시포드          | 미국 | 1984. 08. 22 | 벨트클라세 취리히                   | 스위스 취리히                      | [ 1 ]        |        |
|   | 10초 49 | + 0.0* | - 0.27초 | 플로렌스 그리피스 조이너 | 미국 | 1988. 07. 16 | 미국 올림픽 대표 선발전             | 미국 인디애나폴리스                | [ 1 ]        |        |

*: 1988년 올림픽 국가대표 선발전에서 그리피스조이너가 세운 신기록과 관련해서는 미국 ABC방송이 경기 당시 트랙 위에서의 풍속이 과연 판독대로 0이었는지에 대해 적잖은 의문을 제기하기도 했다. 이는 당일 풍속이 제한기준인 2.0m/s에서 네 배나 뛰어넘은 것으로 측정되었기에 경주 기록에 도움을 준 게 아니냐는 추측이다. 하지만 IAAF측은 해당 기록을 세계기록으로 승인했다.

## 같이 보기
- 여자 100m 달리기 대한민국 기록 추이
- 남자 100m 달리기 세계 기록 추이
- 남자 100m 달리기 대한민국 기록 추이